# Nuku'alofa
Nuku'alofa és la capital de Tonga. Està situada a la costa nord de l'illa de Tongatapu. La població estimada és de 24.500 habitants el 2005, prop d'un quart de tota la població del país. El palau reial i tots els edificis del govern es troben a Nuku'alofa.

## Història

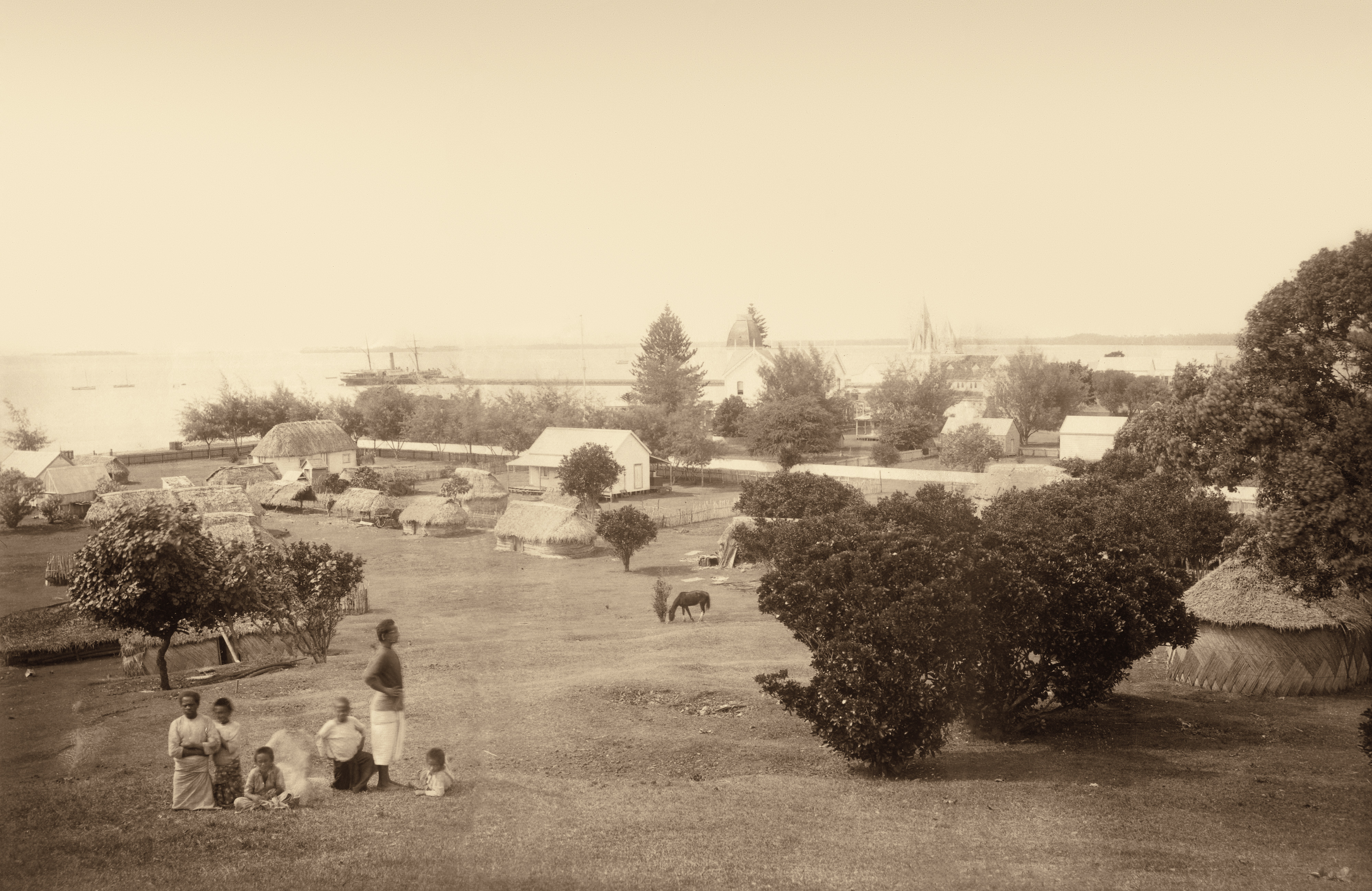
Nukualofa el 1887.

### Primers registres occidentals de Nuku (Okina) alofa
El 10 de juny de 1777, el capità britànic James Cook va escriure sobre la seva arribada a una badia on va atracar el seu vaixell. La seva descripció del lloc, i un mapa dibuixat, confirma que es tractava de la badia de Nuku'alofa.
| « | Cap a les dues de la tarda, vam arribar a la nostra estació prevista. Era un lloc molt confortablee, format per la riba de Tongataboo al sud-est, i dues petites illes a l'est i nord-est. Aquí vam fondejar en deu braces d'aigua, sobre un fons de sorra llimosa; distant de la riba un terç d'una milla [500 m]. | » |

Cook mai va fer servir el nom Nuku'alofa o qualsevol altra variant ortogràfica en els informes del viatge, però es va referir a l'illa de Pangaimodoo (Pangaimotu) que estava a l'est d'on havia atracat. El capità Cook també va escriure que va viatjar amb canoes per visitar Okina (Muʻa) on vivien Paulaho i altres grans homes. La casa que va proporcionar Paulaho era a la platja a 400 m del vaixell. La referència al seu mapa mostra que devia aterrar i romandre a la zona de Siesia, la part oriental de la moderna Nuku (Okina). Cook també va redactar el primer mapa de la badia de Nukuʻalofa.
A començaments del segle xix diversos missioners van expandir la fe cristiana entre els habitants de l'illa. El 1840 l'expedició d'exploració dels Estats Units es va reunir amb el rei Josiah (Aleamotu'a).
El rei George Taufaʻahau Tupou I va emetre la Constitució de Tonga el 4 de novembre de 1875. En ella s'establia Nukuʻalofa com la capital de Tonga i que el Parlament s'hi reuniria, excepte en temps de guerra.

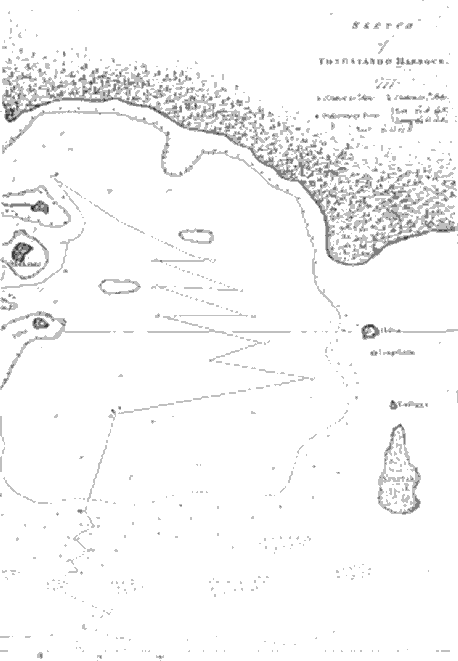
El primer mapa registrat del port de Tongataboo tal com va dibuixar el capità Cook el 1777. El mapa mostra clarament la badia de Nukuʻalofa i la seva posició ancorada prop de Pangaimotu. Les petites illes de Nukuʻalofa van ser anomenades amb ortografia fonètica, com ara Atata, Pangaimotu, Makahaʻa i Fetoa.

El primer registre escrit de Nukuʻalofa apareix el 1810 en el primer llibre dedicat a Tonga escrit per George Vason, un missioner anglès de la London Missionary Society, que va arribar a Tonga el 1797. Aquesta va ser la primera menció de Nukuʻalofa, que s'escriu com a Noogoollefa. La insòlita grafia de Vason es deu al fet que l'alfabet tongà estàndard no es desenvoluparia fins al 1826-1827. El primer registre escrit de George Vason va escriure sobre la seva arribada que:
"Abans que poguéssim fondejar, el vaixell estava envoltat pels nadius, que venien a nosaltres des de totes les illes adjacents. El lloc, davant el qual vam fondejar, es deia Noogollefa: era prop d'una Illa, anomenada Bonghy-moddoo; on els antics navegants plantaven les seves tendes, com un lloc convenient, a causa de la seva separació de l'illa principal, per evitar ser massa incòmodes pels nadius."
Aquesta va ser la primera menció de Nukuʻalofa, escrit com a Noogoollefa. L'ortografia inusual de Vason de Nukuʻalofa i Pangaimotu (com "Bonghy-Moddoo") va ser perquè l'alfabet tongà estàndard no es desenvoluparia fins a 1826–27.
El segon llibre més antic dedicat a Tonga va ser de William Mariner, fill adoptiu de Fīnau ʻUlukalala, que es va publicar el 1817. Mariner va descriure les seves experiències durant els anys en què va ser fill adoptiu de ʻUlukalala (1806–1810). Va descriure la guerra civil i el setge del fort de Nukuʻalofa, que va caure en mans d'Ulukalala i els seus guerrers.
El tercer intent de missioners cristians es va registrar l'abril de 1826, quan dos missioners tahitians de Londres van ser detinguts per Tupou, el cap de Nukuʻalofa.
El març de 1826, els quatre homes van abandonar Tahití a la Minerva, la seva destinació Fiji. Però a Nukuʻalofa, Tonga, els seus plans van ser interromputs pel gran cap Tupou (Aleamotuʻa). Des de la perspectiva de Davies, els tahitians van ser detinguts a Tongatapu: “El cap anomenat Tupou no els va permetre continuar. Ell mateix havia estat resident a Lageba i es diu amic de Tuineau, el cap de Lageba i com a tal va prendre possessió del present destinat al cap de Fiji".
L'arribada dels missioners metodistes a Nukuʻalofa el 1827 va reforçar la fe cristiana. La persecució que van patir els cristians a Hihifo i Hahake va obligar a molta gent a buscar refugi a Nukuʻalofa. Com a resultat de l'encoratjament de Tupou, el rei de Nukuʻalofa, aquest va ser el començament de l'expansió de Nukuʻalofa per convertir-se en el principal centre del cristianisme a Tonga.
L'expedició d'exploració dels Estats Units es va reunir amb el rei Josiah (Aleamotuʻa) el 1840.
La fase final de l'arribada del cristianisme a Tonga va ser l'arribada del pare Chevron, o Patele Sevelo, el 1842. Va escriure que va arribar a Nukuʻalofa el 1842 i va conèixer el Tuʻi Kanokupolu Aleamotuʻa que va ser batejat pels wesleyans com Sosaia.
En conclusió, aquests desembarcaments van convertir Nukuʻalofa d'un petit poble i fort al centre de Tonga durant la introducció del cristianisme. Des dels registres més antics de Nukuʻalofa, els primers escriptors sempre es van referir a l'assentament com Noogollefa (1797), Nioocalofa (1806), Nukualofa (1826 pel metodista) i Noukou-Alofa (1842 pels sacerdots catòlics francesos). No hi havia cap altre esment de cap altre nom de l'assentament que no fos l'assentament o fort de Nukuʻalofa.

### Capital del Regne de Tonga (1875 i posteriors)

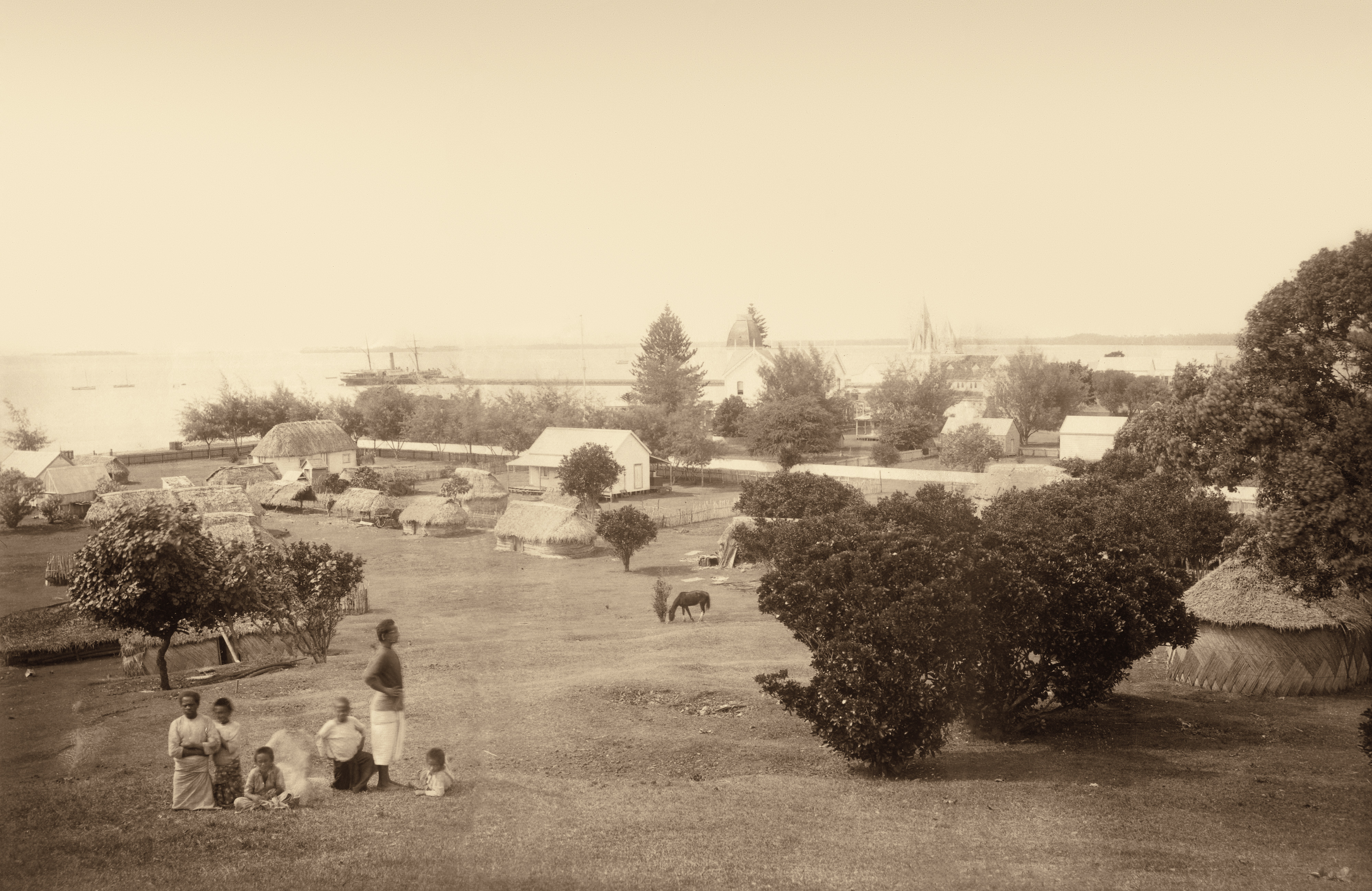
Nuku ʻalofa ʻ 1887

La Declaració de la Constitució de Tonga el 1875 va formalitzar Nukuʻalofa com a capital de Tonga. El rei George Taufaʻahau Tupou I va emetre la Constitució de Tonga el 4 de novembre de 1875, a Nukuʻalofa. La Constitució també deia (article 38) que el Parlament es reunirà a Nukuʻalofa excepte en temps de guerra.
Com que Nukuʻalofa s'ha anat expandint des de quan es va convertir en el centre del cristianisme a Tonga al segle xix, es va fer essencial que es reorganitzés per a una administració eficaç de la capital. La reorganització de Nukuʻalofa va dividir Nukuʻalofa en tres grans àrees de districte:

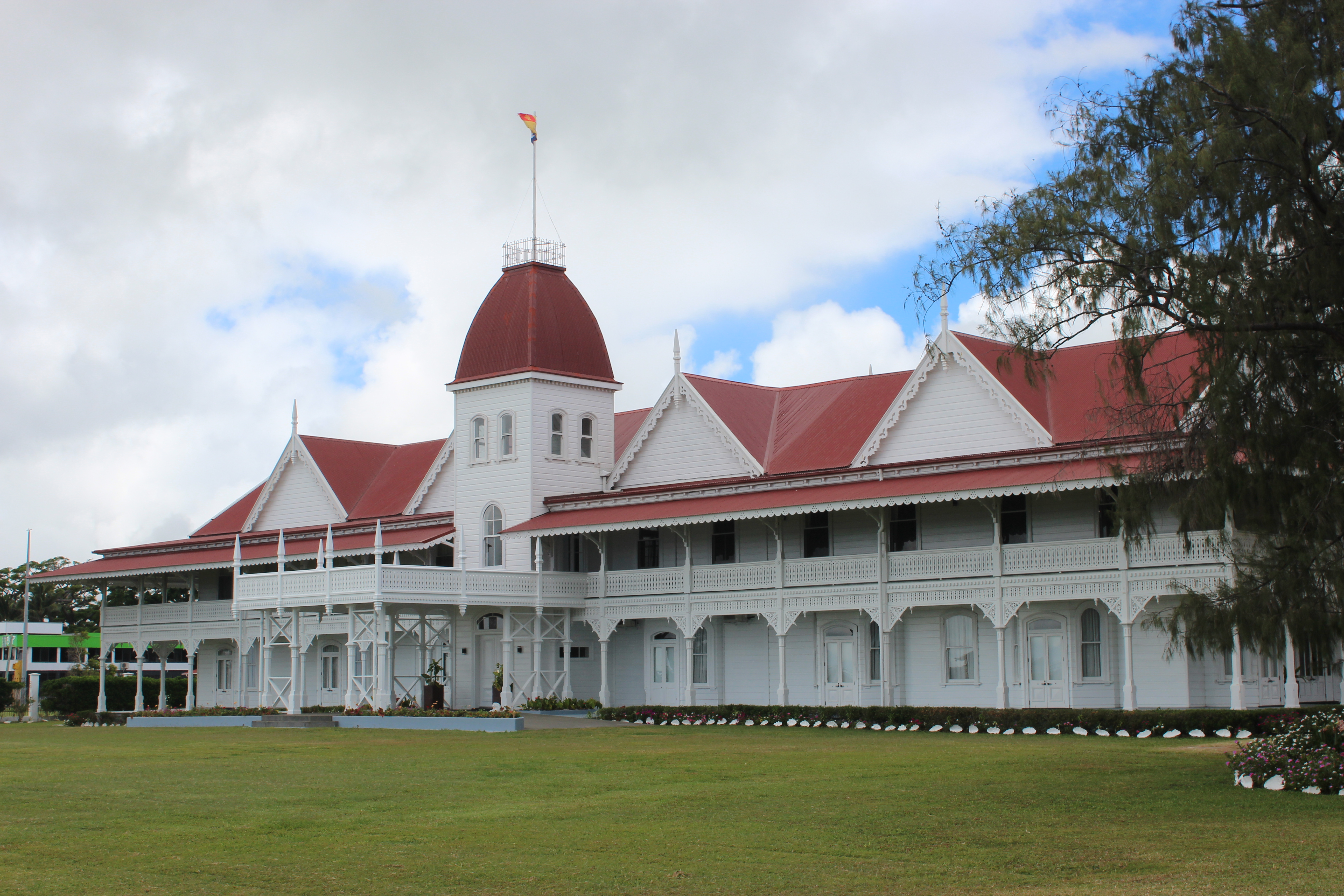
Palau Reial de Tonga

- Kolomotuʻa (Kolo que significa "ciutat" o "assentament", motuʻa que significa "vell"), que abasta l'assentament original de la ciutat a l'antic fort de Nukualofa, inclosa la zona de Tavatuʻutolu (Longolongo), Sopu ʻo Vave (ara Sopu ʻo Taufaʻahau), Tongataʻeapa, Tufuenga, Kapeta i tota la zona occidental on va ser l'assentament tradicional dels Tuʻi Kanokupolu des de Mumui el 13è Tuʻi Kanokupolu fins a Aleamotuʻa el 18è Tuʻi Kanokupolu.
- Kolofoʻou (foʻou que significa "nou"). Aquesta àrea va començar des de la carretera de Vahaʻakolo i tot el costat oriental fins a Maʻufanga, que inclou el palau del rei George Taufaʻahau Tupou I i la seu del govern, així com tot el nou assentament de Fasi moe Afi ʻa Tungi, Malie Taha (One Mile), Ngeleʻia va ser un antic assentament durant les guerres civils i Taufaʻahau i els seus guerrers destrueixen aquest assentament. Taufaʻahau es va establir al seu kau Toʻa Tautahi (Sea-Warlords) a Nukuʻalofa per la seva protecció i seguretat dels enemics i va anomenar la zona Kolofoʻou (Newtown o Newsettling). Això va passar després de la crema i la caiguda de la fortalesa de Pea de Takai a les ordres del seu fill Moeakiola el 1852. Gairebé al mateix temps, Taufaʻahau va traslladar la seva capital a Kolofoʻou, Nukuʻalofa després que governés i regnés des de Pangai, Haʻapai des de 1845.
- Maʻufanga, al costat oriental de Nukuʻalofa. Maʻufanga era un antic poble de Haʻa Takalaua, que és la finca del cap Fakafanua. George Vason va esmentar que Maʻufanga era una zona de refugiats durant la guerra civil, on la gent podia refugiar-se en temps de dificultats. Maʻufanga és la zona enfront de Pangaimotu, on va fondejar James Cook, i on Paulaho li va construir una casa a la platja, a uns 500 m del vaixell.

### Segle XXI
El 2006, la manca de progrés cap a la democràcia va provocar disturbis a Nuku'Alofa. Durant els disturbis, gran part del districte central de negocis va ser cremat.
La capital va ser colpejada pel tsunami causat per l'erupció Hunga Tonga-Hunga Ha'apai de 2022. S'ha informat que hi ha danys importants a la capital. El dany podria trigar anys a reparar-se.

## Clima
Nukuʻalofa presenta un clima equatorial (Af) segons la classificació climàtica de Köppen. La zona experimenta períodes notablement més humits i d'altres més secs durant l'any, però no té una veritable estació seca on les precipitacions mensuals caiguin per sota dels 60 mil·límetres. Les temperatures són lleugerament més càlides durant els mesos de gener i febrer, quan les temperatures mitjanes oscil·len al voltant dels 25 °C, que durant el juny i juliol, quan les temperatures mitjanes són aproximadament d'uns 21 °C. Nukuʻalofa supera els 1.700 mil·límetres de precipitació anuals.
| Dades climàtiques a Nukuʻalofa (Elevation: 2m) | Dades climàtiques a Nukuʻalofa (Elevation: 2m) | Dades climàtiques a Nukuʻalofa (Elevation: 2m) | Dades climàtiques a Nukuʻalofa (Elevation: 2m) | Dades climàtiques a Nukuʻalofa (Elevation: 2m) | Dades climàtiques a Nukuʻalofa (Elevation: 2m) | Dades climàtiques a Nukuʻalofa (Elevation: 2m) | Dades climàtiques a Nukuʻalofa (Elevation: 2m) | Dades climàtiques a Nukuʻalofa (Elevation: 2m) | Dades climàtiques a Nukuʻalofa (Elevation: 2m) | Dades climàtiques a Nukuʻalofa (Elevation: 2m) | Dades climàtiques a Nukuʻalofa (Elevation: 2m) | Dades climàtiques a Nukuʻalofa (Elevation: 2m) | Dades climàtiques a Nukuʻalofa (Elevation: 2m) |
| Mes                                            | gen                                            | febr                                           | març                                           | abr                                            | maig                                           | juny                                           | jul                                            | ag                                             | set                                            | oct                                            | nov                                            | des                                            | anual                                          |
| ---------------------------------------------- | ---------------------------------------------- | ---------------------------------------------- | ---------------------------------------------- | ---------------------------------------------- | ---------------------------------------------- | ---------------------------------------------- | ---------------------------------------------- | ---------------------------------------------- | ---------------------------------------------- | ---------------------------------------------- | ---------------------------------------------- | ---------------------------------------------- | ---------------------------------------------- |
| Màxima rècord °C (°F)                          | 32 (90)                                        | 32 (90)                                        | 31 (88)                                        | 30 (86)                                        | 30 (86)                                        | 28 (82)                                        | 28 (82)                                        | 28 (82)                                        | 28 (82)                                        | 29 (84)                                        | 30 (86)                                        | 31 (88)                                        | 32 (90)                                        |
| Màxima mitjana °C (°F)                         | 29.4 (84.9)                                    | 29.9 (85.8)                                    | 29.6 (85.3)                                    | 28.5 (83.3)                                    | 26.8 (80.2)                                    | 25.8 (78.4)                                    | 24.9 (76.8)                                    | 24.8 (76.6)                                    | 25.3 (77.5)                                    | 26.4 (79.5)                                    | 27.6 (81.7)                                    | 28.7 (83.7)                                    | 27.3 (81.1)                                    |
| Mitjana diària °C (°F)                         | 26.4 (79.5)                                    | 26.8 (80.2)                                    | 26.6 (79.9)                                    | 25.3 (77.5)                                    | 23.6 (74.5)                                    | 22.7 (72.9)                                    | 21.5 (70.7)                                    | 21.5 (70.7)                                    | 22.0 (71.6)                                    | 23.1 (73.6)                                    | 24.4 (75.9)                                    | 25.6 (78.1)                                    | 24.1 (75.4)                                    |
| Mínima mitjana °C (°F)                         | 23.4 (74.1)                                    | 23.7 (74.7)                                    | 23.6 (74.5)                                    | 22.1 (71.8)                                    | 20.3 (68.5)                                    | 19.5 (67.1)                                    | 18.1 (64.6)                                    | 18.2 (64.8)                                    | 18.6 (65.5)                                    | 19.7 (67.5)                                    | 21.1 (70)                                      | 22.5 (72.5)                                    | 20.9 (69.6)                                    |
| Mínima rècord °C (°F)                          | 16 (61)                                        | 17 (63)                                        | 15 (59)                                        | 15 (59)                                        | 13 (55)                                        | 11 (52)                                        | 10 (50)                                        | 11 (52)                                        | 11 (52)                                        | 12 (54)                                        | 13 (55)                                        | 16 (61)                                        | 10 (50)                                        |
| Pluja mitjana mm (polzades)                    | 174 (6.85)                                     | 210 (8.27)                                     | 206 (8.11)                                     | 165 (6.5)                                      | 111 (4.37)                                     | 95 (3.74)                                      | 95 (3.74)                                      | 117 (4.61)                                     | 122 (4.8)                                      | 128 (5.04)                                     | 123 (4.84)                                     | 175 (6.89)                                     | 1.721 (67,76)                                  |
| Mitjana de dies de pluja                       | 17                                             | 19                                             | 19                                             | 17                                             | 15                                             | 14                                             | 15                                             | 13                                             | 13                                             | 11                                             | 12                                             | 15                                             | 180                                            |
| Humitat relativa mitjana (%)                   | 77                                             | 78                                             | 79                                             | 76                                             | 78                                             | 77                                             | 75                                             | 75                                             | 74                                             | 74                                             | 73                                             | 75                                             | 76                                             |
| Font: Weatherbase                              |                                                |                                                |                                                |                                                |                                                |                                                |                                                |                                                |                                                |                                                |                                                |                                                |                                                |

## Economia
Nukuʻalofa és el centre econòmic del país.
Peau Vavaʻu, una companyia aèria, tenia la seva oficina central a l'hotel Pacific Royale de Nukuʻalofa. L'antiga Royal Tongan Airlines tenia la seva oficina central a l'edifici Royco a Nukuʻalofa.
La ciutat té diversos mercats i un districte central de negocis que va ser destruït durant els disturbis de Nukuʻalofa de 2006. La reconstrucció va començar el 2008, finançada per un préstec de 55 milions de dòlars de la Xina.
La ciutat té diversos hotels turístics.